# Scopula minuta
Scopula minuta är en fjärilsart som beskrevs av W. Warren 1900. Scopula minuta ingår i släktet Scopula och familjen mätare. Inga underarter finns listade.